# 부여 홍산현 관아
부여 홍산현 관아(扶餘 鴻山縣 官衙)는 충청남도 부여군 홍산면에 있는 조선시대의 관아이다. 홍산면은 조선시대 행정구역 상 충청도 홍산현으로 현감이 다스리는 고을이었다. 조선시대 옛 고을의 핵심시설인 객사와 동헌이 비교적 원형대로 잘 보존되어 있는 매우 드문 예라는 점에서 그 보존가치가 매우 크다.

## 역사
1914년 행정구역 개편으로 부여군에 편입되기 전까지 홍산현은 독립적인 현이었다. 백제 시기엔 대산현으로 불렸다가 신라의 영토에 편입된 뒤 한산(翰山)으로 지명이 바뀌었고, 고려 초에 현산현으로 불려 지금까지 이어져 오고 있다. 고려시기엔 속현이었다가 1413년(태종 13년) 현감이 파견되기 시작하였다. 임진왜란 와중에는 이몽학의 난이 일어난 곳이기도 하다.
홍산현 관아에 대한 기록은 여지도서(1757～1765), 홍산읍지(영조이후), 호서읍지(1892～1895), 서울대 규장각 소장 홍산현지도를 들 수 있다. 홍산현은 대동미를 수납하는 홍산창이 있었던 곳으로 조선시대의 중요 요지였다.

## 건물
홍산현 관아가 언제 처음 세워졌는 지는 확실히 알 수 없으나, 최소 두 번 이상의 중건이 있었다. 현재의 홍산현 동헌은 1871년(조선 고종 8년) 군수 정몽화가 세웠고, 객사는 1836년 현감 김용근이 세웠다. 동헌과 객사 모두 용도가 변경되어 사용되었으나 다행이 조선 후기 동헌과 객사의 모습이 원형 그대로 잘 보전되어 있다. 홍산현 관아는 2010년 본격적인 복원 사업을 시작했으며, 각종 집기를 보관하던 관청(官廳)과 같은 건물이 추가로 복원 건축되었다. 남아 있는 건물은 다음과 같다.

### 동헌
홍산현 동헌은 제금당(製錦堂), 정사당(政事堂), 현악당(賢樂堂), 한산 정사당(翰山政事堂), 청성헌(淸省軒) 등의 당호가 있으며 그 가운데 한산 정사당과 제금당의 편액은 국립부여박물관에 보관되었다. 가로 7 칸, 세로 2칸의 목조 건물로 대청마루를 가운데 두고 양쪽에 서로 크기가 다른 온돌방이 있다. 1914년 홍산현이 부여군에 통합된 이후 홍산현 관아는 일본군 헌병대의 사무소로 쓰였다. 1945년 해방 이후 1970년대까지 홍산지서로 활용되었다가 1984년 보수하였다.

### 아문
동헌의 출입문이었던 아문인 집홍루는 1964년 부소산성 안의 영일루 자리로 옮겨졌다. 현재의 아문은 1995년 복원한 것이다.

### 형방청
형방청은 잠시 수감시설로 사용하다가 1914년에 잠업 전습소로 사용되었다. 해방 후 개인의 살림집으로 사용되면서 충청남도 민속자료 제9호(이정우가옥)로 지정되기도 했다. 조선시대의 지방 관아 가운데 치안을 맡았던 형방청이 남아 있는 곳은 매우 드물다.

### 객사
홍산 객사는 1909년 이후 학교로 쓰였다가 해방 이후엔 홍산면 면사무소로 사용되었다.

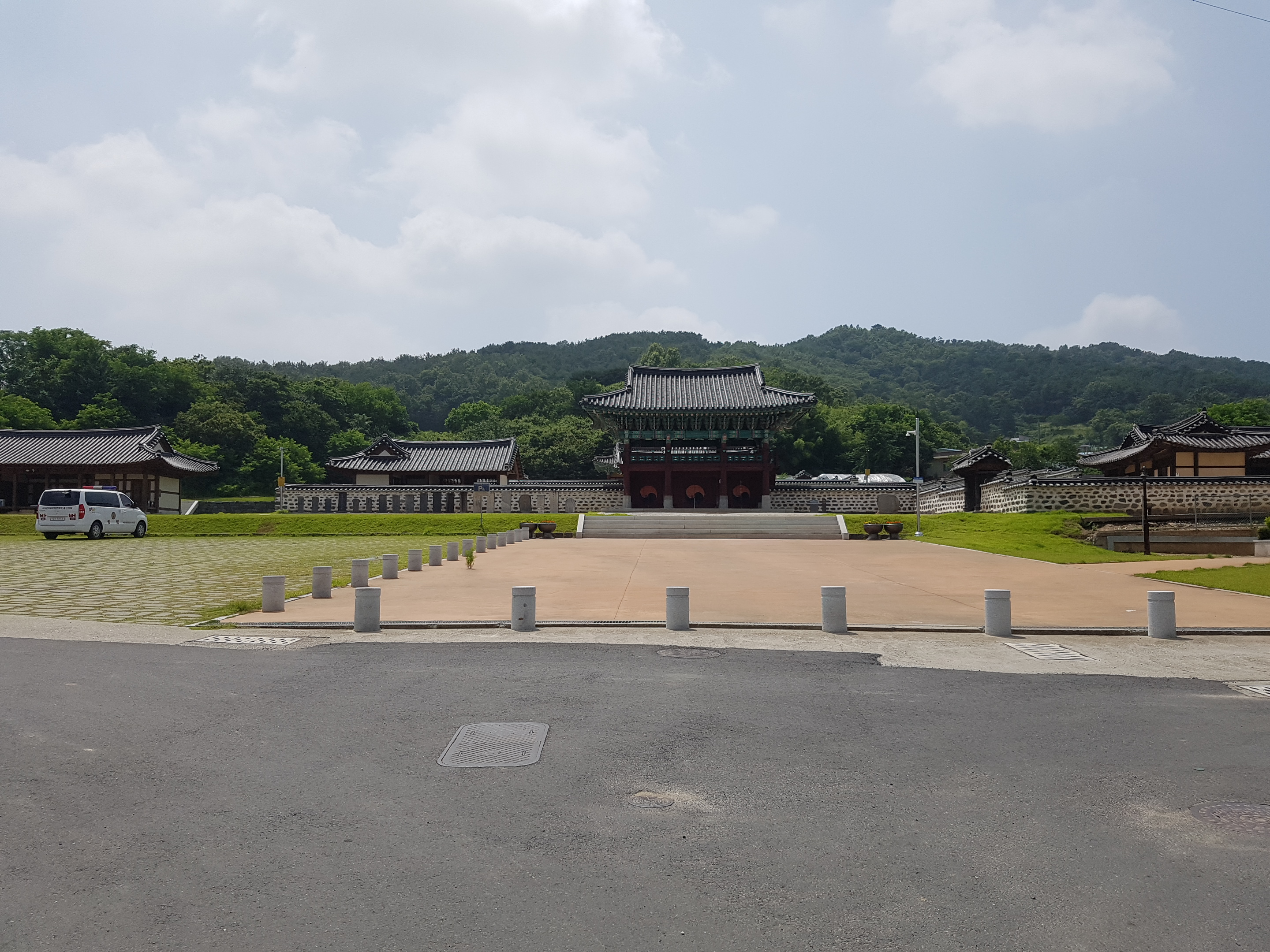
홍산현-관아

## 같이 보기
- 인천도호부청사
- 경상감영